# Petr Jüptner
Petr Jüptner (* 26. ledna 1978 Vrchlabí) je český politolog a bývalý místní politik. Působí jako vyučující na Institutu politologických studií Fakulty sociálních věd Univerzity Karlovy, kde od roku 2011 vykonává funkci ředitele.
Narodil se v podkrkonošském městě Vrchlabí jako syn známé disidentky a signatářky Charty 77 Hany Jüptnerové (1952–2019). Vystudoval vrchlabské gymnázium a následně začal studovat politologii na Fakultě sociálních věd Univerzity Karlovy. Po absolvování doktorského studia v roce 2004 zde začal na Katedře politologie působit jako akademický pracovník. Působil i ve fakultním akademickém senátu, v letech 2008 až 2010 byl jeho předsedou. Po zvolení Jakuba Končelíka do funkce děkana FSV UK byl v roce 2010 jmenován proděkanem pro rozvoj. K 1. lednu 2011 byl jmenován do funkce ředitele Institutu politologických studií FSV UK a tuto funkci vykonává dodnes. Společně s prof. Michalem Kubátem je jedním ze dvou zástupců FSV UK z řad akademických pracovníků v celouniverzitním Akademickém senátu Univerzity Karlovy. Je rozvedený a má dvě děti.
Ve volbách do zastupitelstev obcí v roce 1998 kandidoval jako dvacetiletý ve Vrchlabí z pozice lídra Sdružení nezávislých kandidátů – místní sdružení celkem a byl zvolen zastupitelem. Mandát obhájil i ve volbách o 4 roky později, kdy kandidoval z 2. místa kandidátky Sdružení za lepší Vrchlabí, vlivem preferenčních hlasů ale skončil první. Ve volbách roce 2006 kandidoval z 2. místa kandidátky SNK Evropští demokraté, subjekt ale ve Vrchlabí získal jen jeden mandát a Jüptner se stal prvním náhradníkem. V roce 2010 již nekandidoval.
Jeho výzkum a pedagogická aktivita se soustředí na komunální politiku. Je autorem řady odborných studií, například Komunální koalice a politické modely (2004) věnující se teorii koalic na lokální úrovni politického systému. Řada jeho odborných výstupů se pak soustředí na problematiku přímé volby starostů. Jde například o publikace Ministerská diskuse k případnému zavedení přímé volby starostů: velmi nízká priorita? (2009); Přímá volba starostů: evropské zkušenosti a český model se slovenskou předlohou (2012) nebo Přímá volba starostů v evropské komparaci a české diskusi (2012).